# Duc de Lesdiguières
Le titre de duc de Lesdiguières, pair de France, a été créé en 1611 par Louis XIII au profit de François de Bonne (1543-1626), maréchal de France et dernier connétable de France.

## Histoire
Le duché-pairie fut érigé en 1611 à partir des terres des seigneuries de Lesdiguières (ou « des Diguières ») et de Champsaur, appartenances et dépendances.

## Liste chronologique des ducs de Lesdiguières
1. 1611-1626 : François de Bonne (1543-1626), seigneur de Lesdiguières et du Glaizil, puis 1er duc de Lesdiguières et pair de France, maréchal de France et dernier connétable de France ;
2. 1626-1638 : Charles de Créquy de Blanchefort (v.1575-1638), gendre du précédent, prince de Poix, seigneur de Créquy, de Fressin et de Canaples, puis 2e duc de Lesdiguières et pair de France, marquis de Vizille et de Treffort, comte de Sault, baron de Vienne-le-Chastel et de La Tour-d'Aigues, maréchal de France et colonel des Gardes-Françaises
3. 1638-1677 : François de Bonne de Créquy (1596 - 1er janvier 1677), fils du précédent, comte de Canaples, puis de Sault, puis 3e duc de Lesdiguières et pair de France, seigneur d'Agoult, de Vesc, de Montlaur et de Montauban ;
4. 1677-1681 : François Emmanuel de Créquy de Bonne (1645 - 1681), fils du précédent, comte de Sault, puis 4e duc de Lesdiguières et pair de France (en 1675, à la démission de son père) ;
5. 1681-1703 : Jean François Paul de Créquy de Bonne (1678 - 1703), fils du précédent, comte de Sault, puis 5e duc de Lesdiguières et pair de France (en 1681, à la mort de son père) ;
6. 1703-1711 : Alphonse de Créquy (1628 - 1711), cousin issu de germain du précédent, comte de Canaples, puis 6e duc de Lesdiguières et pair de France (en 1703, à la mort de son petit cousin à la guerre). Il est un petit-fils de Charles II de Créquy, par son fils cadet, Charles, mort en 1630.

Une généalogie complète de la dynastie est exposée dans la salle Lesdiguières du musée de la Révolution française.

## Armoiries

Armes de la famille de Bonne
Armes des Créquy de Blanchefort
Armes des Créquy de Bonne
Armes de Alphonse de Créquy
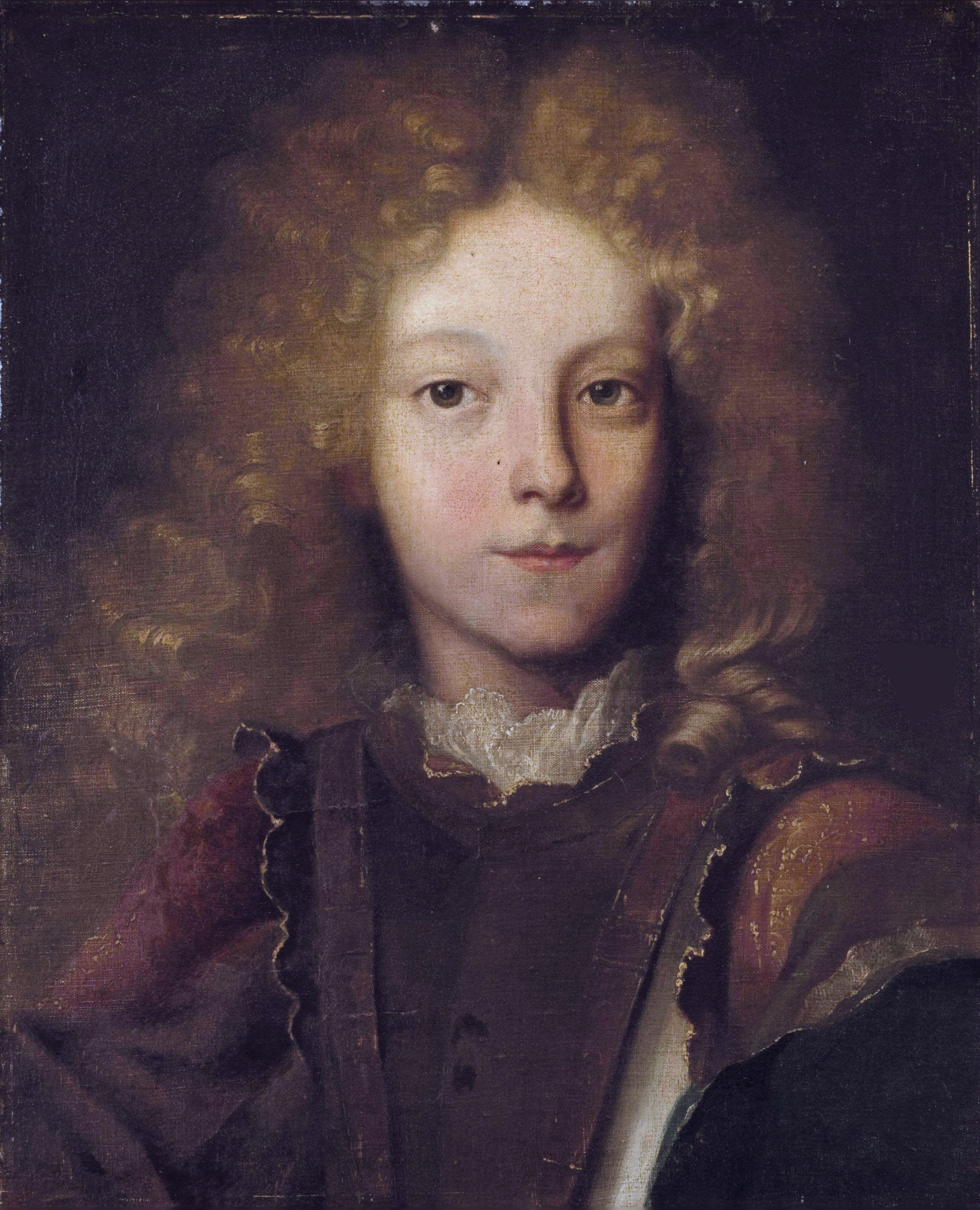
Jean François Paul de Créquy de Bonne (1678-1703), 5e duc de Lesdiguière (1681, à la mort de son père), d'après Hyacinthe Rigaud